# Marquette (condado de Green Lake, Wisconsin)
Marquette es un pueblo ubicado en el condado de Green Lake en el estado estadounidense de Wisconsin. En el Censo de 2010 tenía una población de 531 habitantes y una densidad poblacional de 5,05 personas por km².

## Geografía
Marquette se encuentra ubicado en las coordenadas 43°45′28″N 89°9′54″O / 43.75778, -89.16500. Según la Oficina del Censo de los Estados Unidos, Marquette tiene una superficie total de 105.23 km², de la cual 78.97 km² corresponden a tierra firme y (24.95%) 26.26 km² es agua.

## Demografía
Según el censo de 2010, había 531 personas residiendo en Marquette. La densidad de población era de 5,05 hab./km². De los 531 habitantes, Marquette estaba compuesto por el 97.74% blancos, el 1.32% eran afroamericanos, el 0.19% eran amerindios, el 0% eran asiáticos, el 0% eran isleños del Pacífico, el 0.56% eran de otras razas y el 0.19% pertenecían a dos o más razas. Del total de la población el 0.75% eran hispanos o latinos de cualquier raza.